# Анаскол
Анаскол (англ. Annascaul; ирл. Abhainn na Scáil, Аунь-на-Скаль) — деревня в Ирландии, находится в графстве Керри (провинция Манстер).

## Демография

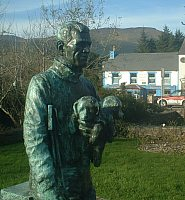
Статья ирландского полярник Тома Крина

Население — 271 человек (по переписи 2006 года). В 2002 году население было 202 человека.
Данные переписи 2006 года:
| Общие демографические показатели |               |                               |                               |      |      |
| Всё население                    | Всё население | Изменения населения 2002—2006 | Изменения населения 2002—2006 | 2006 | 2006 |
| 2002                             | 2006          | чел.                          | %                             | муж. | жен. |
| 202                              | 271           | 69                            | 34,2                          | 131  | 140  |